# Satz von Pfister
Der Satz von Pfister, benannt nach Albrecht Pfister, beschäftigt sich mit der Frage, wann Produkte von Summen von {\displaystyle n} Quadraten wieder als Summen von {\displaystyle n} Quadraten geschrieben werden können.

## Einleitung
Schon seit dem Altertum ist bekannt, dass ein Produkt von Summen zweier Quadrate wieder als eine Summe zweier Quadrate geschrieben werden kann. Genauer kann man zu gegebenen {\displaystyle x_{1},x_{2}} und  {\displaystyle y_{1},y_{2}} bilineare Formeln {\displaystyle z_{i}=B_{i}((x_{1},x_{2}),(y_{1},y_{2}))} angeben, so dass stets {\displaystyle (x_{1}^{2}+x_{2}^{2})\cdot (y_{1}^{2}+y_{2}^{2})=z_{1}^{2}+z_{2}^{2}} gilt, siehe Brahmagupta-Identität. Eine Verallgemeinerung auf endliche Folgen {\displaystyle (x_{1},\ldots ,x_{n})} und {\displaystyle (y_{1},\ldots ,y_{n})} gelingt nach dem Kompositionssatz von Hurwitz neben dem trivialen Fall {\displaystyle n=1} nur noch für {\displaystyle n=4} (Eulerscher Vier-Quadrate Satz) und {\displaystyle n=8} (Degens Acht-Quadrate Satz). Wegen der Bilinearität gilt dann in beliebigen kommutativen Ringen für {\displaystyle n\in \{1,2,4,8\}}, dass ein Produkt von Summen von {\displaystyle n} Quadraten wieder eine  Summe von {\displaystyle n} Quadraten sind.
Um hier zu weiteren Ergebnissen zu kommen, muss man die bilineare Abhängigkeit der {\displaystyle z_{i}} von  {\displaystyle (x_{1},\ldots ,x_{n})} und {\displaystyle (y_{1},\ldots ,y_{n})} aufgeben. Man kann dies durch lineare Abhängigkeit von {\displaystyle (x_{1},\ldots ,x_{n})} und rationale Abhängigkeit von {\displaystyle (y_{1},\ldots ,y_{n})} ersetzen und erhält dann Aussagen, die nicht mehr in allen kommutativen Ringen, sondern nur noch in allen Körpern gelten. Bezeichnet man die Menge der von 0 verschiedenen Quadratsummen {\displaystyle x_{1}^{2}+\ldots +x_{n}^{2}} der Länge {\displaystyle n} eines Körpers {\displaystyle K} mit {\displaystyle D(n\langle 1\rangle ,K)} (eine Bezeichnung aus der Theorie der Bilinearformen), so stellt sich also die Frage, wann diese Teilmenge des Körpers multiplikativ abgeschlossen ist. Wenn dies der Fall ist, dann liegt sogar eine Gruppe vor, denn die Abgeschlossenheit gegenüber Inversenbildung ergibt sich aus folgender einfacher Rechnung:
Ist {\displaystyle q=x_{1}^{2}+\ldots +x_{n}^{2}\not =0}, so ist {\displaystyle {\frac {1}{q}}={\frac {q}{q^{2}}}={\frac {x_{1}^{2}+\ldots +x_{n}^{2}}{q^{2}}}=\left({\frac {x_{1}}{q}}\right)^{2}+\ldots +\left({\frac {x_{n}}{q}}\right)^{2}}.
Der folgende Satz verallgemeinert die bisher genannten Ergebnisse in leicht abgeschwächter Form:

## Formulierung des Satzes
Für jede Zweierpotenz {\displaystyle n=2^{m}} und jeden Körper {\displaystyle K} ist {\displaystyle D(n\langle 1\rangle ,K)} eine Untergruppe der multiplikativen Gruppe des Körpers.
Ist {\displaystyle n=2^{m}}, so gibt es für das Bestehen der Gleichung
{\displaystyle \left(\sum _{i=1}^{n}x_{i}^{2}\right)\cdot \left(\sum _{i=1}^{n}y_{i}^{2}\right)=\sum _{i=1}^{n}z_{i}^{2}}
Formeln für {\displaystyle z_{i}} von der Form {\displaystyle z_{i}=\sum _{k=1}^{n}R_{k,j}(y_{1},\ldots ,y_{n})\cdot x_{k}},
wobei die {\displaystyle R_{k,j}} rationale Funktionen aus {\displaystyle K(Y_{1},\ldots ,Y_{n})} sind.

## Bemerkungen
Dass obiger Satz für alle Zweierpotenzen gilt, ist auf Grund der zuvor bekannten Ergebnisse für {\displaystyle n\in \{1,2,4,8\}} nicht unplausibel. Dennoch stellt sich die Frage, ob es noch weitere Zahlen {\displaystyle n} gibt, für die das richtig ist. Das hängt natürlich vom betrachteten Körper ab. Für den Körper {\displaystyle \mathbb {R} } der reellen Zahlen ist offenbar {\displaystyle D(n\langle 1\rangle ,\mathbb {R} )=\mathbb {R} ^{+}}, denn jede positive Zahl lässt sich als Summe von beliebig vielen Quadraten schreiben, und {\displaystyle \mathbb {R} ^{+}} ist eine Untergruppe der multiplikativen Gruppe von {\displaystyle \mathbb {R} }, das heißt {\displaystyle D(n\langle 1\rangle ,\mathbb {R} )} ist für jedes {\displaystyle n} eine Untergruppe.
Für den Körper {\displaystyle \mathbb {Q} } der rationalen Zahlen ist {\displaystyle D(n\langle 1\rangle ,\mathbb {Q} )=\mathbb {Q} ^{+}} für alle {\displaystyle n\geq 4}, denn jede rationale Zahl ist Summe von vier Quadraten, wie man leicht aus dem Vier-Quadrate-Satz schließen kann, das heißt {\displaystyle D(n\langle 1\rangle ,\mathbb {Q} )} ist für alle {\displaystyle n\geq 4} eine Untergruppe. {\displaystyle D(3\langle 1\rangle ,\mathbb {Q} )} ist keine Untergruppe, denn {\displaystyle 15=5\cdot 3=(2^{2}+1^{2}+0^{2})\cdot (1^{2}+1^{2}+1^{2})} kann nicht als Summe von drei rationalen Quadraten geschrieben werden.
Im Körper {\displaystyle K=\mathbb {R} (X_{1},X_{2},\ldots )} der rationalen Funktionen in unendlich vielen Unbestimmten über {\displaystyle \mathbb {R} } ist {\displaystyle D(n\langle 1\rangle ,K)} nur für Zweierpotenzen {\displaystyle n} eine Untergruppe. Daher gibt es neben den Zweierpotenzen keine weiteren Zahlen {\displaystyle n}, so dass {\displaystyle D(n\langle 1\rangle ,K)} für jeden Körper eine Untergruppe ist.
Da nach dem Kompositionssatz von Hurwitz die Beziehung {\displaystyle \textstyle \left(\sum _{i=1}^{n}x_{i}^{2}\right)\cdot \left(\sum _{i=1}^{n}y_{i}^{2}\right)=\sum _{i=1}^{n}z_{i}^{2}}
nur im Falle der Zweierpotenzen {\displaystyle n\in \{1,2,4,8\}} mit bilinearen Formeln für die {\displaystyle z_{i}} bestehen kann, müssen für Zweierpotenzen ab 16 notwendigerweise Nenner in den Formeln für die {\displaystyle z_{i}} auftreten. Wie solche Formeln dann aussehen, zeigt Pfisters Sechzehn-Quadrate-Identität.